# Avril Lavigne
Avril Ramona Lavigne, coneguda simplement com a Avril Lavigne   (Belleville, 27 de setembre de 1984), és una cantautora canadenca, considerada una de les artistes de pop-rock contemporànies més populars.

## La formació del talent
Avril Lavigne na néixer a la ciutat canadenca de Belleville (Ontario), però poc temps després la seva família es va midar a Napanee, on va créixer. Allà va iniciar-se cantant música country als deu anys mentre a la mateixa vegada aprenia a tocar la guitarra en el cor d'una església.
Avril, prové d'una família cristiana i conservadora, és per això que de vegades s'explica una mica l'esperit rebel que la caracteritza. Vora els tretze anys començà a tenir impacte ja la seva imatge fora de Napanee gràcies a la destresa de la seva veu. Aquesta, li va comportar una interessant oportunitat en forma de premi, que consistia en un viatge a Ottawa per interpretar un duet amb una de les estrelles de la música country, Shania Twain.
L'experiència va ser profitosa i força alentadora, ja que a partir d'aquell moment, mentre cursava l'escola secundària, va començar a enviar maquetes de les seves interpretacions a diverses marques, i companyies de mànagers per tot Nord-amèrica. Així, va atraure l'atenció d'una companyia, Nettwerk Management, que ja havia llençat grups i cantants com Sarah McLachlan, Sum 41 o Barenaked Ladies
Avril es diagnostica trastorn per dèficit d'atenció amb hiperactivitat. Ella pren la Ritalin.
Als 16 anys, el cap d'Arista Records, L.A. Reid va saber d'ella, i la va anar a trobar al seu estudi després del pas d'un representant de la mateixa discogràfica i li van fer l'oferta. Avril, va signar, i aviat es va traslladar a Nova York per gravar el seu primer àlbum.
Aquest trasllat, però, no acaba d'aclimatar n'Avril amb la música. Va provar de co-escriure cançons, però no se'n va sortir, i li proposen d'anar a Los Angeles, Califòrnia, on rebrà l'ajut de Clif Magness i de l'equip compositor de cançons, anomenat "The Matrix", llurs previs treballs incloïen cançons per Sheena Easton i l'avui famosa Christina Aguilera.

### Let Go
Let Go, el primer disc de Avril Lavigne, de gran impacte popular, sortí a la venda el 4 de juny del 2002 obtenint, com un rècord, el títol de quàdruple platí en només sis mesos per la Recording Industry Association of America. D'aquesta manera seria nomenada artista revelació als premis MTV Music Awards el 2002 i, un any després, es consolidaria als Juno Awards tot guanyant–ne quatre de sis nominacions. A més a més, tot i no guanyar-ne cap, ha estat nominada per a vuit premis Grammy.
Abans de tot això, s'ha de dir, que primer va sortir el single, Complicated, a l'inici de la primavera del 2002 que va aplanar el camí de l'àlbum Let Go tot escalant ja posicions a les llistes d'èxits.
Com a xifra rècord, des del juny del 2004, Avril, amb el seu disc Let Go, ha venut 14.000.000 de còpies (sense comptar les que la gent es puguin haver distribuït mitjançant la descàrrega des d'internet), arribant al número 1 de les llistes d'èxits al Regne Unit, Austràlia i el Canadà i al 2 als Estats Units. Al Canadà, tot havent debutat en el lloc vuitè a les Billboard Charts. Ressalta la dada que ha resultat ser l'artista més jove que ha venut més d'un milió de còpies. Quatre hit singles han estat, a més, número 1 a diverses parts del món; en part, gràcies a l'aportació en tres d'aquestes, del grup "The Matrix".
Les cançons en concret, són: Complicated, número 1 als Estats Units i a Austràlia i dos a la Billborad Hot 100; Sk8er boi, número 1 al Canadà i top ten a Austràlia, i els Estats Units; I'm with you, número 1 als Estats Units i al World Adult Charts (llistes compostes pels països següents: Estats Units novament, el Regne Unit, Canadà, Alemanya, França i Austràlia) i al quatre a la Billboard Hot 100; Losing grip, número 1 al Canadà, desè a Taiwan, vintè a Xile i entre els millors 50 en una taula de compositors europeus.
A banda de tot això, Complicated, comprèn una curiositat més; en primer lloc, aquest single va trencar un rècord establert per Madonna, en el qual la cantant de Music amb aquesta cançó havia romàs deu setmanes seguides com a número 1 a la Contemporary Hit Radio Chart. Avril, aconseguí una setmana més.

#### My World
Aquest DVD musical, que també inclou un CD, Avril Lavigne fa un repàs al seu estil de vida fent incís en el seu mode de vestir en una sèrie de reportatges, que inclouen actuacions en directe i un concert complet. Al CD hi ha diverses cançons tant del primer àlbum com versions.
Aquest màrqueting al voltant de la seva persona, ha estat força similar al d'altres cantants com ara Britney Spears que després del seu primer èxit, ha protagonitzat diversos escàndols. Això, ha plantejat molts debats al voltant d'aquesta nova fornada d'artistes, que han desplaçat els homes de les llistes d'èxits a base de disc i figura, prioritzant-ne el segon aspecte. Avril, és un exemple a l'haver estat escollida diversament a la llista de la revista FHM de les 100 dones més belles. En aquest sentit, Avril també ha pres part en les sessions fotogràfiques de la revista sensual per a homes Maxim. Així, moltes tertúlies musicals, han omplert diversament l'espai, en referir-se a aquest aspecte concret en si les noies venen més segons criteris físics o per la música.
Avril, també ha rebut crítiques que ha rebut fins al 2003 per fer servir les corbates com a peça de vestir. El 2003 va deixar de dur-les decebent molts fans que l'havien imitada confiant en el seu esperit rebel. Ella mateixa, sempre havia viatjat amb una bossa plena de corbates; moltes regalades i d'altres comprades per ella. Del seu estil, ella en diu "Skater chic" fashion style.

### Under my Skin
En aquest disc, Avril, ha posat una injecció de rock força més notòria que en el primer àlbum, la qual cosa ja va notificar, quan va dir que considerava Let Go com un àlbum pop amb un parell de cançons rock, tot assenyalant que en el futur s'hi dedicaria més en aquest sentit.
Under my Skin, va sortir a la venda el 25 de maig de 2004, i va recollir la collita del primer disc de seguida, tot arribant al número 1 de les llistes d'èxits al Regne Unit, Estats Units, Canadà i Austràlia mentre que també al Billboard Internet Charts. Si el seu primer àlbum es considerava força comercial, en el segon ha fet un treball una mica més íntim cosa que el públic, en general, ha sabut apreciar segons confirmen, per exemple, aquests resultats a les llistes d'èxits. Tot i això, el ressò mediàtic no ha estat tan gran com en el debut, comparant l'èxit dels singles.
Aquest èxit, és degut a l'ajut de Chantal Kreviazuk una compositora i cantautora canadenca de referència. No s'ha d'oblidar, que per repetir i millorar l'èxit, l'Avril ha disposat també de tres productors, com han estat Butch Walker del grup Marvelous 3, Raine Maida de Lady Peace i Don Gilmore, el més famós de tots tres, que ha produït també a altres grups com són Good Charlotte o Linkin Park.
Pel que fa al desglossament en els tres singles més exitosos hi ha Don't tell me, primer lloc a les llistes d'èxits argentines, top 5 al Regne Unit i el Canadà i top 10 a Austràlia, el Brasil i l'European Composite Chart; My happy ending fou el número 5 de la Billoboard Hot 100; Nobody's home, que només va aconseguir arribar al 41 a la Billboard Hit 100, gràcies a l'esforç dels fans i l'acceptació de la gent, que el feu un hit.
D'aquest disc, l'Avril Lavigne n'ha extret, també, diversos premis, com ara el World Music Award 2004 per ser l'artista de pop-rock favorita, liderant un altre com els premis Juno, el 2005, recollint tres premis de cinc nominacions, sumant set en el total del seu palmarès pel que fa a aquest premi, que sembla haver estat encisat per ella.
El gir, que ha preconitzat cap al rock, o el punk com ella l'ha qualificat de vegades, ha irritat la vella escola, és a dir, els iniciadors del moviment musical punk als anys setanta del segle vint. La comunitat del denominat hardcore punk, han mostrat obertament en diverses ocasions els seus recels per l'Avril i el seu tipus de música que, segons ells, dilueix la visió que tenen realment del punk. A més a més, el caràcter peculiar i característic per posar més llenya al foc, de l'Avril, no han contribuït pas a refredar el clima de tensió amb aquest col·lectiu, ja que ha mostrat un profund desinterès pels iniciadors d'aquest moviment i els seus seguidors que l'ha dut a ésser etiquetada de vegades com una "presumida" o una "creguda".
Avril, va portar a Catalunya l'audició en concert d'aquest àlbum al Palau Sant Jordi de Barcelona el 27 de maig de 2005, un concert de poc més d'una hora i quart en el marc de la seva gira Bonez Tour Eyes 2005. Anteriorment, Avril ja havia passat per la ciutat comtal el 28 de novembre de 2002 amb motiu de la gala dels Premis Ondas (Vídeo).

### The Best Damn Thing
L'any 2006, mentre n'Avril era a l'estudi gravant un tercer album, Fox Entertainment Group va demanar-li que escrivís una cançó per la banda sonora de la pel·lícula de fantasia i aventures Eragon, i el resultat en va ser la cançó Keep Holding On, una balada. Lavigne va admetre que va ser tot un repte escriure una cançó per una banda sonora. La cançó va debutar a la radio el 20 de novembre del 2006.
El tercer album de n'Avril va ser llançat a la venda el 17 d'abril del 2007. El seu primer single, "Girlfriend" va aconseguir ser al capdamunt del Billboard Hot 100 la setmana que "The Best Damn Thing" debutava al número u de la llista de Billboard 200. El single va ser un èxit arreu del món, essent número u a Austràlia, Canadà, Japó i Itàlia, i número dos al Regne unit i França. La Federació Internacional de la Indústria Fonogràfica va establir que la cançó havia venut 7,3 milions de còpies en les vuit llengües en les quals n'Avril la va gravar (castellà, francès, italià, portuguès, alemany, japonès i xinès mandarí.
"When You're Gone", va ser el segon single, i va anar al número 3 al Regne Unit, al top 5 a Austràlia i itàlia, al top 10 al Canadà, i va estar a punt d'arribar al top 20 dels Estats Units. "Hot" va ser el tercer single de l'album i el menys exitós als Estats Units, on va arribar al número 95, però al Canadà era al top 10 i a Austràlia al top 20. El disc sencer ha venut un total de 6 milions de còpies arreu del món.
La Lavigne va guanyar quasi cada premi al que va estar nominada per aquest disc, guanyant dos WOrld Music Award per "L'artista canadenca que ha venut més discs arreu" i "La millor artista femenina de pop/rock"; va guanyar els seus dos primers MTV Europe Music Awards i va ser nominada a cinc Juno Awards. Juno Awards.
Al març del 2008 la gira "The Best Damn Tour" va començar. A mitjans d'agost 2008, l'Oposició Islàmica de Malaisia van intentar prohibir el concert de n'Avril a Kuala Lumpur per ser "massa sexy", però finalment el 21 d'agost, a les vigilies del dia de la Independència de Malaisia (el 31 d'agost) n'Avril va oferir el seu concert als fans d'aquell país.

### Goodbye Lullaby
"Black Star" era originàriament una cançó a piano per promocionar la seva línia de colònia, però va arrencar el procés de gravació del quart album d'estudi de la Lavigne el novembre del 2008. Pel juliol del 2009 ja tenia gravades nou cançons del quart treball d'estudi. El gener del 2010 va col·laborar a la banda sonora d'Alice in Wonderland de Tim Burton, amb Johnny Depp i Helena Bonham Carter. També ha col·laborat en la cançó "Wavin' Flag" del cantant K'naan per recaptar fons per al terratrèmol d'Haití d'inicis del 2010. Es va divorciar del seu primer marit Deryck Whibley el 2010 L'àlbum va sortir el 3 de març de 2011, i representa un retorn als seus orígens musicals, i acústic.

### Avril Lavigne
Lavigne va emparellar-se amb Chad Kroeger, cantant de Nickelback en 2012 i es van casar al Château de La Napoule l'1 de juliol de 2013.
En va 2013 treure un nou CD anomenat Avril Lavigne.

## Carrera a part de la música

### Indústria entorn d'ella
A finals del 2008 n'Avril va signar un contracte amb Cannon Canada per ser la imatge de la marca en anuncis televisius i campanyes publicitàries dels seus nous productes.
El juliol del 2008 va dissenyar i posar a la venda una col·lecció de roba anomenada "Abbey Dawn", venuda a les botigues de la cadena Kohl's.
El març del 2009 va anunciar a la seva pàgina web personal el llançament d'una colònia, "Black star", venuda a Europa, els Estats Units i el Canadà. El març del 2010 va llançar una segona colònia, "Forbidden Rose".

### Cinema
L'any 2006 va posar la veu al film d'animació "Over the Hedge", juntament amb Bruce Willis.
El mateix any va participar en el film Fast Food Nation.
L'any 2007 va participar en film de Richard Gere "The Flock".

## Filantropia
Des dels seus inicis com a cantant, n'Avril sempre ha donat suport a causes solidàries, com Amnistia Internacional, War Child en suport de les criatures víctimes dels conflictes, Erase MS (per erradicar l'esclerosi múltiple, U.S. Campanign for Burma i YouthAIDS per l'educació sobre el SIDA, entre d'altres.
Durant la seva gira del 2005 a la Costa Est dels Estats Units va treballar amb l'organització ecologista Reverb, amb la qual ja havia col·laborat quan, el 2003, va fer una versió del clàssic tema de Bob Dylan "Knockin' on Heaven's Door".
Lavigne també ha versionat "Imagine" d'en John Lennon per la campanya d'Amnistia Internacional per Darfur.
Darrerament ha participat en el Teleton, l'event televisiu que suposa el més gran en caritat a llatinoamèrica.

## Discografia

### Àlbums
- Let Go (2002)
- Under My Skin (2004)
- The Best Damn Thing (2007)
- Goodbye Lullaby (2011)
- Avril Lavigne (2013)
- Head Above Water (2019)
- Love Sux (2022)

### Singles/Senzills i EPs
Let Go (2002)
Singles
- Complicated (2002)
- Sk8er Boi (2002)
- I'm With You (2002)
- Unwanted Radio single (2003)
- Losing Grip (2003)
- Mobile (2003) Single Exclusiu per Austràlia i Nova Zelanda

EPs
- Let Go Snippet Sampler (2002)
- Let Go Special Sampler (2002)
- The Angus Drive Ep (2002)
- Try To Shut Me Up (2003)

Under My Skin (2004)
Singles
- Take Me Away Radio single (2004)
- Don't Tell Me (2004)
- My Happy Ending (2004)
- Nobody's Home (2004)
- He Wasn't (2005)
- Fall to Pieces (2005) Single exclusu per als Estats Units

 EPs
- Avril Live Acoustic (2004)

The Best Damn Thing (2007)
Singles
- Keep Holding On (2006) Single promocional de la banda sonora (soundtrack) d'Eragon
- Girlfriend (2007)
- When You're Gone (2007)
- Girfriend Dr.Luke Remix ft Lil Mama (2007) Single només disponible a i-Tunes
- Hot (2007)
- Innocence (2008) Single només disponible a Itàlia i Espanya
- The Best Damn Thing (2008)

EPs
- Control room - Live EP (2007) (Acústic en viu, només disponible a internet)
- Girlfriend The Remixes (2007)

Goodbye Lullaby (2011)
Singles
- Alice (2010) Single promocional de la banda sonora (soundtrack) d’ Alice in Wonderland
- What The Hell (2011)
- Smile (2011)
- Wish You Were Here (2011)
- :Avril Lavigne (2013) Singles

- - Here's To Never Growing Up (2013)
  - Rock n Roll (2013)
  - Let Me Go ft. Chad Kroeger (2013)
  - Hello Kitty (2014)
  - Give You What You Like (2015
- :Head Above Water (2019) Singles
- Head Above Water (2018)
- Tell Me It's Over (2018)
- Dumb Blonde ft. Nicki Minaj (2019)
- I Fell In Love With The Devil (2019)

? (2022)
Singles
- Bite Me (2021)

### DVDs
- 2003 - My World
- 2005 - Live at Budokan: Bonez Tour
- 2008 - The Best Damn Tour - Live in Toronto

### Documentals
- 2002 Skater Girl (DVD no autoritzat)
- 2006 Girlstalk : Avril Lavigne (DVD no autoritzat)
- Maximum : Avril Lavigne (2003) (CD no autoritzat)
- Avril Lavigne : Exposed (2007) (CD no autoritzat)

## Videografia
De l'àlbum "Let Go" (2002):
- Complicated (2002)
- Sk8er Boi (2002)
- I'm With You (2002)
- Losing Grip (2003)

De l'àlbum "War Child: Hope" (2003):
- Knockin' on Heaven's Door (2003)

De l'àlbum "Under My Skin": (2004)
- Don't Tell Me (2004)
- My Happy Ending (2004)
- Nobody's Home (2004)
- He Wasn't (2005)

De l'àlbum "Goodbye Lullaby" (20011):
- Wish you were here (2011)

De l'àlbum" The Best Damn Thing" (2007):
- Girlfriend (2007)

## Guardons
Nominacions
- 2002: Billboard Music Awards a la millor artista femenina de l'any.
- 2002: Billboard Music Awards al millor artista pop de l'any.
- 2002: Billboard Music Awards a top 40 Track amb la cançó "Complicated".[5]
- 2003: Billboard Music Awards al Mainstream Top 40 Single de l'any amb la cançó "I'm With You".[6]
- 2003: Grammy al millor nou artista.
- 2003: American Music Awards a la millor artista pop-rock femenina.
- 2004: American Music Awards a la millor artista pop-rock femenina.
- 2007: American Music Awards a la millor artista pop-rock femenina.
- 2010: Billboard Japan Music Awards al Adult Contemporary de l'any amb la cançó "Alice".[7]
- 2013: Billboard.com Mid-Year Music Awards al millor vídeo musical amb la cançó "Here's to Never Growing Up".